# Харитонов, Фёдор Алексеевич
Фёдор Алексе́евич Харито́нов (8 февраля 1903, Сторонье, Санкт-Петербургская губерния — 25 июля 1973, Ленинград) — советский военнослужащий, участник советско-финской и Великой Отечественной войн. Герой Советского Союза.

## Биография
Фёдор Харитонов родился 8 февраля 1903 в деревне Сторонье в семье русского крестьянина. Окончил 6 классов. Служил в Красной Армии в 1927—1929 годах.
После демобилизации до ноября 1939 года работал кузнецом в своем селе. В 1939 году был снова призван в армию, участвовал в боях во время советско-финской войны 1939—1940 годов в звании красноармейца. Был наводчиком орудия 121-го отдельного противотанкового артиллерийского дивизиона (49-я стрелковая дивизия, 13-я армия).
Часть, в которой служил Ф. А. Харитонов, штурмовала линию Маннергейма в районе реки Тайпаленйоки на Карельском перешейке. Утром 11 января 1940 года советские войска сбили финнов с передовых позиций и оттеснили их вглубь обороны, но противник перешёл в контратаку. Харитонов, командуя расчётом противотанковой пушки, прямой наводкой стрелял по врагу. От разрыва снаряда погиб весь расчёт, живым остался один Харитонов, который продолжал вести стрельбу до тех пор, пока не кончились боеприпасы. После этого он взял станковый пулемёт, а затем расстрелял по врагу весь магазин пистолета. В это время на него напали пятеро финских солдат, но Харитонов, схватив лежавший на лафете топор, сумел их зарубить. За этот бой Фёдору Алексеевичу Харитонову 7 апреля 1940 года было присвоено звание Героя Советского Союза.
В Великую Отечественную войну Харитонов находился на фронте с сентября 1941 года. В 1942 году вступил в ВКП(б). Командовал взводом, батареей, а затем и дивизионом противотанковых орудий. Сражался под Новгородом и Ленинградом. В 1944 году окончил курсы усовершенствования офицерского состава при артиллерийской школе в Ленинграде, в 1951 году — курсы усовершенствования офицерского состава при Высшей офицерской артиллерийско-технической школе.
После войны работал в пожарно-техническом училище МВД СССР начальником склада арттехнического вооружения.
В звании майора в 1956 году уволен в запас. Скончался в 1973 году. Похоронен на Южном кладбище Санкт-Петербурга (1-й ивовый участок).

## Награды
- Медаль «Золотая Звезда» Героя Советского Союза № 395 (7.4.1940)[2];
- орден Ленина (7.4.1940)[2];
- орден Красного Знамени (1956) — за выслугу лет;
- орден Красной Звезды (1951) — за выслугу лет;
- медали.

## Память
Именем Харитонова названы улицы в Выборге и Сольцах Новгородской области.

## Ссылка
- Фёдор Алексеевич Харитонов. Сайт «Герои страны».
- фото (недоступная ссылка).